# Petite rivière aux Pins
Pour les articles homonymes, voir Pin, Les Pins (homonymie) et Rivière aux Pins.
La Petite rivière aux Pins est un affluent de la rivière aux Pins, coulant entièrement dans le territoire de Saint-Gabriel-de-Valcartier, dans la municipalité régionale de comté (MRC) de La Jacques-Cartier, dans la région administrative de la Capitale-Nationale, dans la province de Québec, au Canada.
La vallée de la Petite rivière aux Pins est desservie par une route forestière secondaire. La foresterie constitue la principale activité économique ; les activités récréotouristiques, en second.
La surface de la Petite rivière aux Pins (sauf les zones de rapides) est généralement gelée de début décembre à fin mars ; la circulation sécuritaire sur la glace se fait généralement de fin décembre à début mars. Le niveau de l'eau de la rivière varie selon les saisons et les précipitations.

## Géographie
La Petite rivière aux Pins tire sa source principale d'un lac non identifié (longueur : 0,5 km ; altitude : 453 m) dans la municipalité de Saint-Gabriel-de-Valcartier. Ce lac enclavé entre les montagnes est situé en zone forestière à l'extérieur (côté sud-ouest) de la limite de la réserve écologique de Tantaré et du côté sud du lac Tantaré.
L'embouchure de ce lac de tête est située à 4,5 km à l'ouest du cours de la rivière Jacques-Cartier, à 2,4 km au sud-ouest du cours de la rivière Cassian, à 5,0 km au nord de la confluence de la Petite rivière aux Pins avec la rivière aux Pins et à 17,4 km au nord de la confluence de la rivière aux Pins avec le lac Saint-Joseph.
À partir de l'embouchure du lac de tête, la Petite rivière aux Pins coule sur 7,0 km, avec une dénivellation de m, selon les segments suivants :
- 4,0 km généralement vers le sud en recueillant deux ruisseaux (venant du nord-ouest), jusqu'à un ruisseau (venant du nord-est) ;
- 2,9 km vers le sud recueillant la décharge (venant du nord-ouest) du lac Cattolica, jusqu'à un coude de rivière correspondant à la décharge (venant de l'est) de 13 petits lacs ;
- 0,1 km vers l'ouest, jusqu'à son embouchure[3]

La confluence de la Petite rivière aux Pins et de la rivière aux Pins est située à 5,1 km à l'ouest du cours de la rivière Jacques-Cartier, à 12,9 km au nord de la confluence de la rivière aux Pins avec le lac Saint-Joseph, à 6,0 km au nord-ouest du centre du village de Saint-Gabriel-de-Valcartier.
À partir de cette confluence, le courant coule sur :
- 26,6 km généralement vers le sud en suivant le cours de la rivière aux Pins, jusqu'à la rive nord du lac Saint-Joseph ;
- 3,9 km vers le sud en traversant le lac Saint-Joseph jusqu'au barrage à l'embouchure ;
- 4,8 km en suivant le cours de la rivière Ontaritzi ;
- 15,4 km en suivant le cours de la rivière Jacques-Cartier, jusqu'à la rive nord-ouest du fleuve Saint-Laurent[3].

## Toponymie
Les diverses espèces de pin sont un conifère commun de l'est du Canada. Les pins servaient de bois de chauffage, de matériaux de construction ou de fabrication de meubles. Ce bois mou est facile à scier, à perforer ou à varloper. Le terme "pin" est souvent utilisé dans les toponymes en usage sur le territoire du Québec.
Le toponyme "Petite rivière aux Pins" a été officialisé le 5 décembre 1968 à la Banque des noms de lieux de la Commission de toponymie du Québec